# Kofanger
En kofanger er en del af en bil som er designet til at lade et køretøj ramme et andet og til at modstå den kollision uden at pådrage alvorlig skade til bilens skelet. Mens kofangere oprindeligt blev lavet af solidt stål er de i de seneste år blevet lavet af gummi, plastik eller malet letmetal  hvilket gør dem modtagelige for skade fra selv den mindste kontakt. Oftest kan disse biler ikke skubbe, eller skubbes af, andre biler.
En hel industri som udvikler forskellige måder at beskytte disse sårbare nye kofangere, er nu opstået.
Morskaben ved at støde en bil ind i en anden har ført til udviklingen af radiobiler i forlystelsesparker. Disse små biler er designet til et eller allerhøjst to mennesker og til konstant at støde ind i hinanden.

## Juridisk
I mange retskredse er kofangere påkrævede ved lov på alle biler af sikkerhedsårsager. Kofangerens højde og placering kan også være lovligt specificeret, for at sikre at når to biler af forskellig højde støder sammen, glider den lille bil ikke ind under den store, specielt i kollisioner med lastbiler og sættevogne.